# 保亭梭罗
保亭梭罗（学名：Reevesia botingensis）为梧桐科梭罗树属下的一个种。